# Ralph Monsalve
Ralph Michael Monsalve Pertsinidis (Barinas, 24 de enero de 1987) es un ciclista profesional venezolano.
Ha participado en la Vuelta al Táchira, Vuelta a Venezuela y otras competencias nacionales.

## Palmarés
2018
- Campeonato de Venezuela en Ruta

2020
- 1 etapa del Vuelta al Táchira[2]

## Equipos
- 2007  Centre Mondial du Cyclisme
- 2014  Gobernación de Carabobo